# Тритієва підсвітка

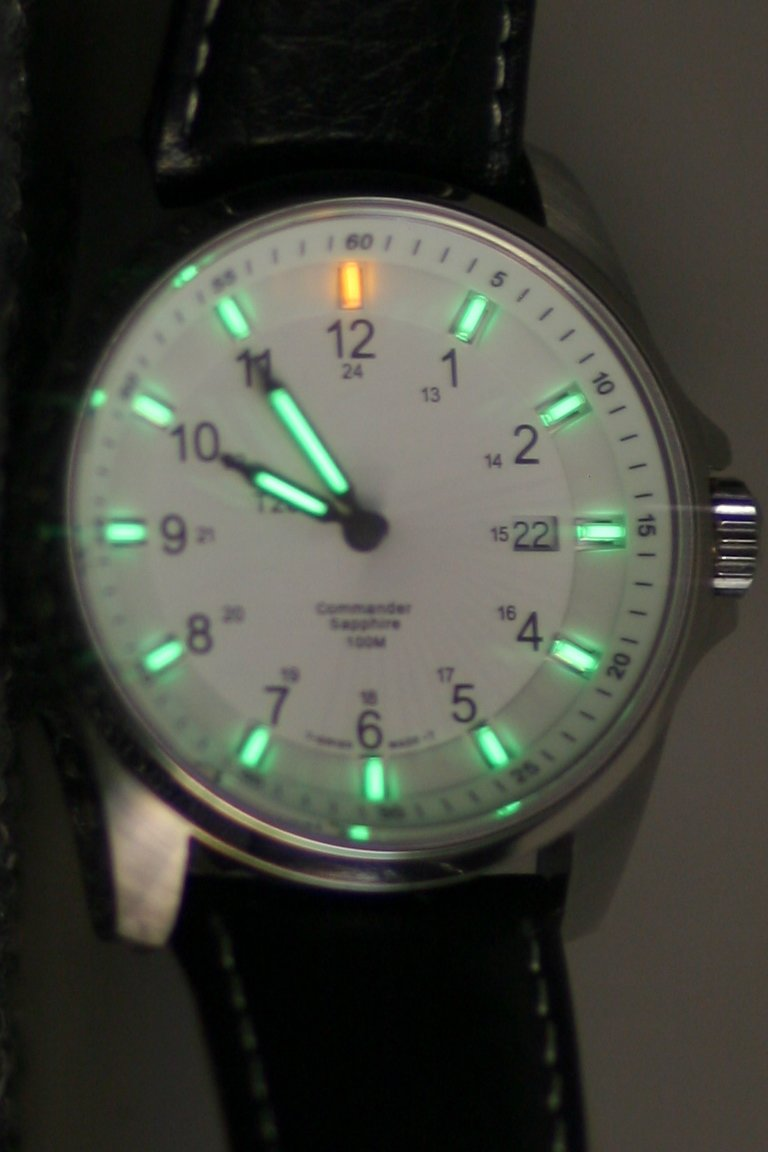
Наручний годинник з тритієвим підсвічуванням

Тритієва підсвітка (англ. trigalight — тригалайт) — підсвічування на принципі радіолюмінесценції, викликаної бета-розпадом тритію.
За деякими оцінками, пристрої з тритієвим підсвічуванням можуть містити до 25 мілікюрі (сучасні) до 200 мілікюрі (підсвічування РК-дисплеїв, 1970-ті).

## Термін служби
Перевага підсвічування на основі тритію полягає в тому, що підсвічування є постійним і не потребує освітлення, як інші люмінофори. Згодом, внаслідок розпаду тритію, яскравість підсвічування дещо зменшується (період напіврозпаду тритію приблизно 12,5 року).

## Застосування

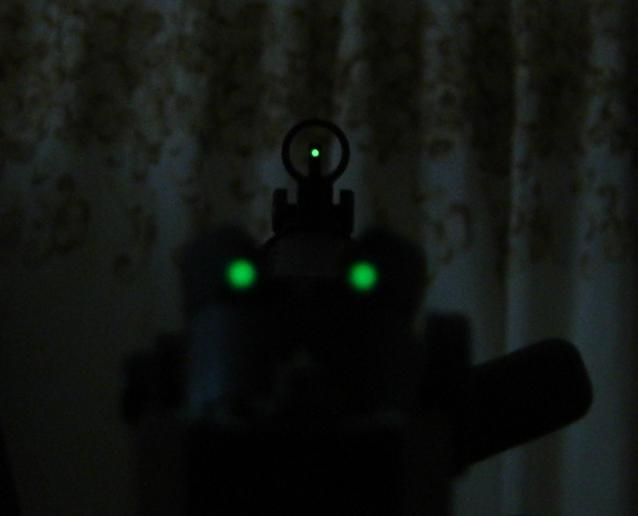
Використання тритієвого підсвічування на цілині і мушці

Використовується в військових і цивільних приладах (підсвічування компасів, лінзи для читання карт в темряві), прицільних пристосувань, годинниках, аварійних написах типу «Вихід» тощо.
Тритієве підсвічування наручних годинників застосовують компанії Casio, Carnival, Orient та інші. Найчастіше колір світіння є зеленим, оскільки зелений колір найкраще сприймається людським оком (розташований в зоні найбільшої чутливості ока). Синє підсвічування вважається відносно темним і використовується рідше, також існують жовте, біле, блакитне, помаранчеве і червоне підсвічування елементів наручних годинників — залежно від типу люмінофору.